# 南部重信
南部 重信（なんぶ しげのぶ）は、江戸時代前期から中期にかけての大名で、陸奥盛岡藩の第3代藩主。南部氏の第29代当主。父は南部利直。母は閉伊氏の一族、花輪政朝の娘・松。地元の人々からは親しみを持って「花輪殿様」と呼ばれている。

## 生涯
元和2年（1616年）5月15日、初代盛岡藩主・南部利直の5男として閉伊郡花輪村で生まれる。利直が盛岡の外港として宮古の町を開くために滞在した際、その身辺の世話を務めたのが地頭である閉伊花輪氏の娘・松であった。
幼少期を閉伊氏の菩提寺である華厳院で過ごし、百姓の子とも分け隔てなく遊んだとされる。慶安元年（1648年）に七戸家を継ぎ、七戸城主の座に留まっていた。しかし、寛文4年（1664年）12月6日、兄・重直が子を残さず死去すると、盛岡藩8万石を（八戸2万石を弟の直房が継いだため）分割相続する。同年12月15日、将軍徳川家綱に御目見する。同年12月28日、従五位下・大膳大夫に叙任する。
天和3年（1683年）5月7日、従四位下に昇進する。また、10万石に高直しされる。従四位下への昇進については、天和2年5月8日の徳川家綱の三回忌に際し、従五位下のために雨のなかで傘もさせず、「飛かねて上野の池の五月雨にみの毛もうすき五位の濡鷺」と歌を詠み、これを将軍徳川綱吉が聞いたためというエピソードがある（『南部史要』）。
元禄5年（1692年）6月27日、家督を長男・行信に譲って隠居する。元禄15年（1702年）に江戸で死去した。享年87。

## 政策・人物
幼少期の経験からよく世情に通じ、家臣や領民にも質素倹約を説くなど仁政を施した。また歌を好み、藩政の傍ら飛鳥井雅章や岡本宗好について和歌を学んだ。八戸藩分知という仕事を終えた重信は領内の総検地に取りかかり、それにより増加した蔵入米を藩士の俸禄米のベースアップに充てて士気の向上を図った。その後の新田開発により盛岡藩は元の10万石に復帰し、また枯渇しかかっていた金山に代わる銅山開発を進め、火災被害に遭ったまま放置されていた盛岡城の修復、水害に悩まされた北上川の防災事業といった改革を行い善政を敷いたため、重信治世下の盛岡藩は比較的安定していたとされる。

## 系譜
- 父：南部利直（1576-1632）
- 母：慈徳院 - 花輪政朝の娘
- 正室：大智院 - 玉山秀久の娘
  - 次男：七戸定信（1638-1663）
  - 三男：南部行信（1642-1702）
  - 長女：式姫 - 池田綱清正室
- 側室：長慶院 - 上田兵部の娘
  - 四男：南部辰之助
  - 五男：七戸英信（1658-1731）
  - 次女：七姫 - 本多忠英正室後に有馬豊祐正室
- 側室：光樹院 - 服部氏
  - 七男：南部政信（1668-1746） - 旗本麹町南部家初代
- 側室：蘭女 - 村木采女の娘
  - 長男：七戸秀信（1635-1663）
- 側室：養春院 - 赤沢氏
  - 十三男：七戸舜信（1682-1706） - 兄英信の養子
  - 女子：慶姫 - 家臣八戸勘解由利戡室
  - 女子：恵岐姫 - 家臣桜庭兵三郎直良室
- 側室：きん、松貞院 - 新渡氏
  - 八男：南部萬之助
  - 十一男：七戸愛信（1675-1732）
  - 男子：南部勝信（1669-1732）
- 側室：沢、浄生院 - 栃内氏
  - 十男：南部通信（1673-1716）
- 側室：小督、峯光院 - 那波氏
  - 十二男：坪内定信 - 坪内惣兵衛の養子
- 側室：穂高彦右衛門の娘
- 側室：浄生院 - 栃内金右衛門の妹
- 生母不詳の子女
  - 九男：南部千之助